# Diéwo Wane
Pour les articles homonymes, voir Wane.
Diéwo Wane, née le 27 décembre 1989, est une karatéka sénégalaise pratiquant le kata.

## Carrière
Diéwo Wane remporte la médaille de bronze en kata individuel aux Championnats d'Afrique de karaté 2010 au Cap et aux Championnats d'Afrique de karaté 2012 à Rabat.
Elle remporte la médaille de bronze en kata par équipe aux Championnats d'Afrique de karaté 2014 à Dakar.